# دانیله دوناروما
دانیله دوناروما (انگلیسی: Daniele Donnarumma؛ زادهٔ ۱۲ آوریل ۱۹۹۲) بازیکن فوتبال اهل ایتالیا است.
از باشگاه‌هایی که در آن بازی کرده‌است می‌توان به باشگاه فوتبال کومو و باشگاه فوتبال ناپولی اشاره کرد.